# نورما هايمان
نورما هايمان (بالإنجليزية: Norma Heyman)‏ هي منتجة أفلام وممثلة بريطانية، ولدت في 1940 في تشيشير في المملكة المتحدة.

## ترشيحات
- جائزة الأوسكار لأفضل فيلم، عن عمل: علاقات خطرة

## وصلات خارجية
- نورما هايمان على موقع IMDb (الإنجليزية)
- نورما هايمان على موقع ألو سيني (الفرنسية)
- نورما هايمان على موقع أول موفي (الإنجليزية)
- نورما هايمان على موقع قاعدة بيانات الأفلام السويدية (السويدية)
- نورما هايمان على موقع قاعدة بيانات الفيلم (الإنجليزية)
- نورما هايمان على موقع كينوبويسك (الروسية)